# Márcio Montarroyos
Márcio Montarroyos, né le 8 juillet 1948 à Rio de Janeiro où il est mort le 12 décembre 2007, est un trompettiste de jazz brésilien. 

## Biographie
Márcio Montarroyos étudie d'abord le piano classique avant de s'orienter vers la trompette et le jazz. Dans les années 1970, il voyage aux États-Unis pour étudier à la Berklee College of Music. En 1988, la télévision suisse l'invite à produire deux concerts d'une heure avec le guitariste allemand Sigi Schwab, le bassiste Marc Egan, le percussionniste Freddie Santiago et le batteur Guillermo Marchena. 
En 1992, la chaîne de télévision allemande ZDF l'engage, avec Sigi Schwab, pour donner un concert en direct. La même année, les deux artistes jouent Studio 2000+2 de Munich.
Montarroyos a joué avec de nombreux artistes tels que Stevie Wonder, Sérgio Mendes, Sarah Vaughan, Hermeto Pascoal, Nancy Wilson, Egberto Gismonti, Carlos Santana, Milton Nascimento, Ella Fitzgerald, Tom Jobim et Ney Matogrosso.
Il meurt des suites d'un cancer du poumon le 12 décembre 2007.

## Discographie

### Albums solo
- 1973 : Sessão nostalgia, LP
- 1973 : Carinhoso - Trilha sonora da novela da TV Globo, LP
- 1977 : Stone Alliance, Sigla/PM Records
- 1981 : Trompete internacional, Som Livre, LP
- 1982 : Magic moment, CBS, LP
- 1984 : Carioca, CBS, LP
- 1987 : Samba Solstice, Black Sun
- 1989 : Terra mater, Black Sun Records/Estúdio Eldorado
- 1989 : Concerto Planeta Terra, Independente, LP
- 1992 : Larry Coryell & Live from Bahia, CTI
- 1995 : Marcio Montarroyos, Teck
- 1995 : The Congado Celebration, Capuri Records
- 1997 : The best of Marcio Montaroyos, Capuri Records
- 2009 : O Rio e o Mar, EMI Music